# Puerto de Zaldiaran
El puerto de Zaldiaran es un puerto  de montaña situado entre las provincias españolas de Álava y Burgos, sirviendo de divisoria entre ambas.

## Situación

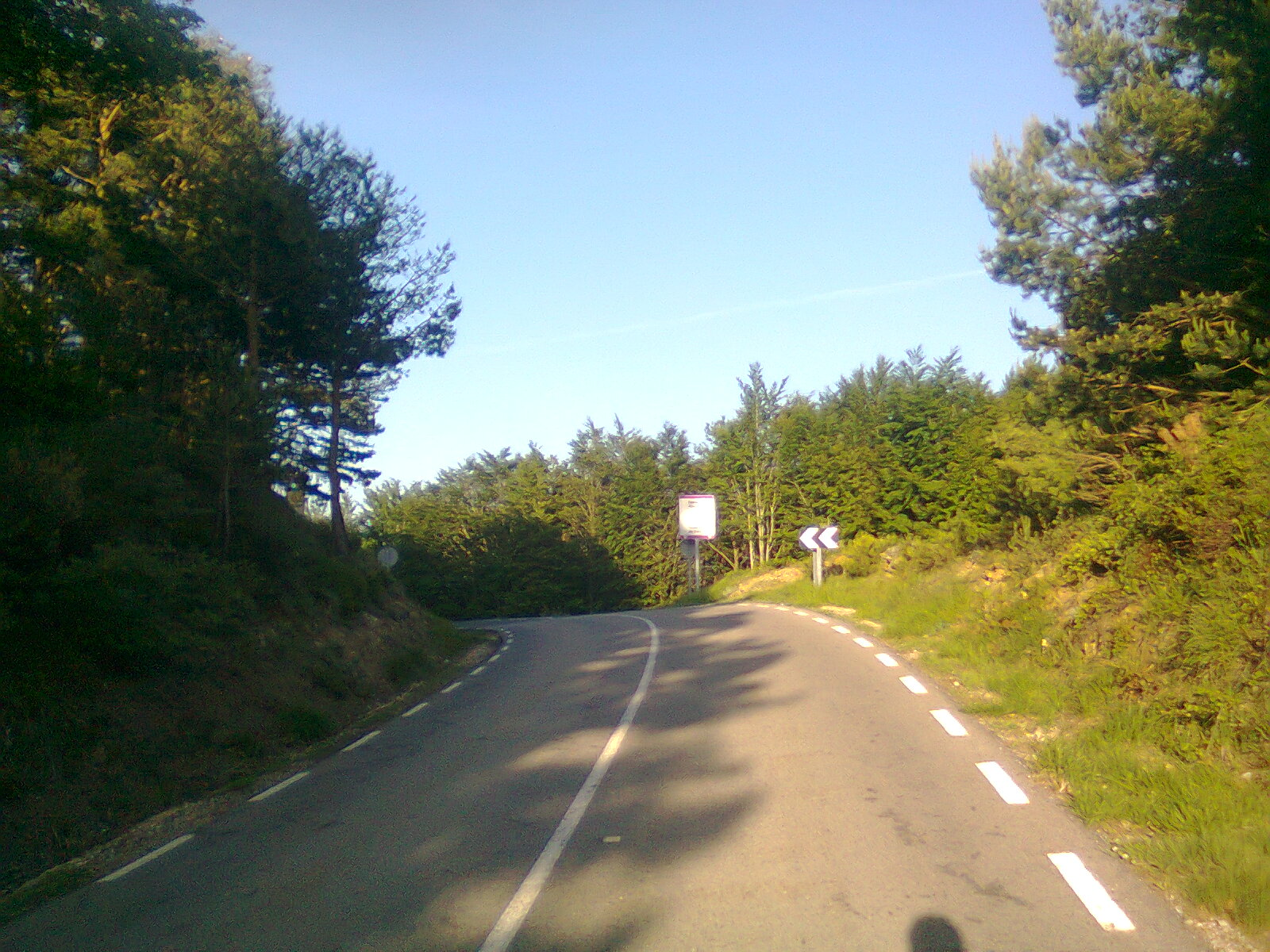
Parte final del puerto de Zaldiaran desde el lado burgalés.

Se sitúa dentro del monte Zaldiaran, que forma parte de los Montes de Vitoria, en la divisoria natural entre la Llanada Alavesa y el Condado de Treviño.
El puerto de Zaldiaran, muy frecuentado por los aficionados al ciclismo, tiene su inicio en su cara norte desde Berrosteguieta, en la provincia de Álava, mientras que desde el sur se inicia en la localidad de Treviño, en el municipio burgalés de Condado de Treviño. Este puerto posee su mayor longitud en la vertiente que se inicia en Treviño, si bien las rampas de mayor desnivel se sitúan en la vertiente alavesa.
En cuanto a las localidades que se sitúan en el puerto de Zaldiaran, en el lado burgalés este puerto sirve de acceso a cuatro pueblos del Condado de Treviño (Arrieta, Golernio, Doroño y Meana), si bien de éstos en el caso de Golernio el acceso desde Treviño se suele realizar por la carretera de Cucho. En la vertiente alavesa, el puerto de Zaldiaran apenas atraviesa Berrosteguieta en su tramo inicial.